# Johan Holm (lagman)
Johan Stenholm, tidigareHolm, född 4 juni 1677 i Stockholm, död 27 maj 1743 i Västra Vingåkers församling, Södermanlands län, var en svensk lagman, hovrättsråd och kopparstickare.

## Biografi
Johan Stenholm föddes 1677 i Stockholm. Han var son till gulddragaren Johan Holm och Anna Thomasdotter Östgöthe. Stenholm blev 4 juni 1687 student vid Uppsala universitet och senare handsekreterare i greve Stenbocks stärbhus. Han blev 1707 sekreterare hos kungliga rådet greve Arvid Bernhard Horn och 20 mars 1711 landssekreterare i Östergötlands län, konfirmerad fullmakt 16 februari 1712. Stenholm adlades 19 februari 1720 till Stenholm och introducerades 1720 i Sveriges Riddarhus som nummer 1715. Han blev 7 november 1721 assessor i Göta hovrätt och 5 mars 1733 hovrättsråd vid hovrätten. Stenholm blev 7 juli 1735 lagman i Kalmar läns och Ölands lagsaga. Han avled 1743 och begravdes i Västra Vingåkers kyrka.
Han sålde sitt boställe Låstad säteri i Furingstads socken till Hedvig Christina Spens. Mycket litet av hans produktion som kopparstickare har bevarats men ett kopparstick föreställande Likpredikan över Christina de la Gardie visar att han hade stora konstnärliga anlag.

### Familj
Stenholm gifte sig i januari 1713 på Kesäter med Anna Catharina Stöltenhielm (1681–1750), dotter av översten Lorentz Gustaf Stöltenhielm och Christina Uttermarck.
Stenholm var bror till topografen Thomas Holm samt sonson till Johannes Campanius.